# Neserigone
Neserigone là một chi nhện trong họ Linyphiidae.